# Добиако
Добиа̀ко (на италиански: Dobbiaco; на немски: Toblach, Тоблах) е град и община в северна Италия, провинция Южен Тирол, регион Трентино-Южен Тирол. Разположен е на 1.256 m надморска височина. Населението на града е 3263 души (към 2007).

## Език
Официални общински езици са и италианският и немският. Най-голямата част от населението говори немски.
| %     | Роден език      |
| 13,65 | Италиански език |
| 86,28 | Немски език     |